# Riacho da Catingueira
O Riacho da Catingueira é um riacho (um pequeno rio) brasileiro que banha a cidade de Patos, estado da Paraíba.